# OpenWetWare
OpenWetWare è un sito wiki il cui obiettivo è di "supportare la ricerca aperta, l'istruzione, la pubblicazione, e la discussione nelle scienze biologiche e nell'ingegneria.
OpenWetWare fu creato da studenti laureandi al MIT il 20 aprile 2005.
Inizialmente, nacque come un wiki di laboratorio privato per i laboratori di Drew Endy e Tom Knight al MIT.
Il sito fu aperto per permettere ad ogni laboratorio ad unirsi il 22 giugno 2005.
Il 6 aprile 2007 il sito ha ospitato 100 ricerche di laboratorio da oltre 40 istituti, tra cui l'università di Boston, la Brown University, il Caltech, il Cambridge Research Institute, CNRS, Duke University.
OpenWetWare gira sulla piattaforma MediaWiki su server Linux. I contenuti sono disponibili sotto licenza GFDL e Creative Commons ( obbligo di menzionare l'autore e condividere con la stessa licenza).